# فيفيان بيرليس
فيفيان بيرليس (26 أبريل 1928 – 4 يوليو 2019) موسيقيّة أمريكية راحلة، أسسَت وقادت برنامج التاريخ الشفوي للموسيقى الأمريكية في جامعة ييل.

## الحياة الشخصية
وُلدت في بروكلين، نيويورك. بعد أن نشأت في لونغ آيلاند، نيويورك، التحقت بـجامعة ميشيغان حيث درست آلة الهارب الكلاسيكية وعزف البيانو. بالإضافة إلى حصولها على درجة البكالوريوس، حصلت على درجة الماجستير في تاريخ الموسيقى من جامعة ميشيغان (بكالوريوس موسيقى 1949، ماجستير موسيقى 1952). كما كانت مسجلة كطالبة دكتوراه في جامعة كولومبيا بين عامي 1962 و 1964. خلال هذه الفترة، قامت أيضًا بتدريس تاريخ الموسيقى في عدد من الجامعات في منطقة نيو إنجلاند.
فيما بعد، انتقلت فيفيان إلى ويستبورت في ولاية كونيتيكت مع زوجها، الدكتور سانفورد بيرليس، وثلاثة من أطفالها. أثناء عملها عازفة هارب مع أوركسترا نيو هافن السيمفونية، تولت وظيفة أمينة مكتبة مرجعية في جامعة ييل عام 1959. توفيت في 4 يوليو 2019 عن عمر يناهز 91 عامًا.

## مسيرتها في التاريخ الشفوي
بصفتها أمينة مكتبة موسيقى في جامعة ييل، عملت بيرليس مع أوراق تشارلز آيفز. في عام 1968، أتيحت لها الفرصة لإجراء مقابلة مع جوليان ميريك، شريك آيفز في مجال التأمين. وقد أدركت القيمة الكبيرة للذكريات المسجلة مثل هذه، حينها بدأت بيرليس في جمع مقابلات مع معارف آخرين لتشارلز آيفز. وقد بلغ عدد هذه المقابلات اثنين وستين شريطًا وتسجيلًا. وفي عام 1974، استخدمت بيرليس هذه المجموعة لتأليف كتاب ( تشارلز آيفز كما تذكره الذاكرة ) ، الذي كان أول كتاب يوثق شخصية موسيقية باستخدام التاريخ الشفوي. في عام 1975، فاز الكتاب بجائزة أوتو كينكلدي من الجمعية الأمريكية لعلم الموسيقى، وهي أرقى جائزة تمنحها الجمعية للكتب. وكانت بيرليس أول امرأة تفوز بهذه الجائزة، وكانت هذه هي المرة الأولى التي تُمنح فيها الجائزة عن عمل يتعلق بموسيقي أمريكي. كما تم تكريم الكتاب بجائزة ناشري الكتب في ولاية كونيتيكت.
أثناء قيامها بأبحاثها حول آيفز، أدركت بيرليس قيمة التاريخ الشفوي كأداة لتوثيق الشخصيات الموسيقية، فقامت بتأسيس التاريخ الشفوي للموسيقى الأمريكية, التي كانت في عام 1969 تُعرف باسم ( التاريخ الشفوي، الموسيقى الأمريكية ).
تعرَّفَت بيرليس على المؤلف الموسيقي آرون كوبلاند وأصبحا صديقين أثناء العمل على مشروع آيفز. وبعد ذلك، كتب كوبلاند مقدمة لكتابها ( تشارلز آيفز كما تذكره الذاكره ). ومع انتهاء مشروع آيفز، قررت بيرليس أن تركز على كوبلاند كموضوع جديد. وبين عامي 1975 و1976، أجرت العديد من المقابلات مع كوبلاند وأشخاص مقربين منه. وفي النهاية، توجت جهودهما في عامي 1984 و1989 بإصدار سيرتين ذاتيتين هما كوبلاند: 1900 حتى 1942 وكوبلاند: منذ 1943، التي شاركت بيرليس في تأليفهما.
يحتفظ التاريخ الشفوي للموسيقى الأمريكية بأكثر من 2,200 مقابلة وتسجيل نصي، وهو مجموعة خاصة ضمن مكتبة إيرفينغ والاس. جيلمور للموسيقى في جامعة ييل. وتتضمن الوحدة الأساسية، على الشخصيات الرئيسية في الموسيقى الأمريكية، مقابلات مع مؤلفين موسيقيين، عازفين كلاسيكيين، وموسيقيين من نوع الجاز. كما يحتوي التاريخ الشفوي للموسيقى الأمريكية على مشاريع تتعلق بتشارلز آيفز، وبول هيندميث، وستاينواي وأولاده، وديوك إلينغتون، بالإضافة إلى مقابلات فيديو مع مؤلفين موسيقيين خريجي جامعة ييل، ومقتنيات أخرى.
في عام 2005، أصدرت بيرليس كتابًا جديدًا بعنوان أصوات المؤلفين: من آيفز إلى إلينغتون، الذي شاركت في تأليفه مع ليبي فان كلييف. يحتفل الكتاب بالمؤلفين الموسيقيين في القرن العشرين ويشمل قرصين مدمجين يحتويان على مواد من المقابلات.
أعلنت بيرليس تقاعدها من التاريخ الشفوي للموسيقى الأمريكية في عام 2010. توفيت في منزلها في ويستون، كونيتيكت، في 4 يوليو 2019 عن عمر يناهز 91 عامًا، بعد صراع مع مرض.

## إنتاج الوسائط
قبل نجاح كتابها ( تشارلز آيفز كما تذكره الذاكرة ) ، قامت بيرليس بإنتاج وكتابة الملاحظات التوضيحية لمجموعة التسجيلات لتشارز آيفز، في الذكرى المئوية، والتي كانت عبارة عن مجموعة من خمسة أسطوانات تحتوي على مقتطفات من مقابلات بيرليس الشفوية. تم ترشيح هذه المجموعة لجائزة جرامي لأفضل ألبوم كلاسيكي في عام 1975. بعد ذلك، في عام 1977، عملت بيرليس كمستشارة تاريخية في الفيلم الوثائقي آيفز: التنافر الجيد مثل الرجل الذي أنتجته قناة بي بي إس. استخدم هذا الوثائقي أيضًا مقتطفات من مقابلاتها الشفوية.
خلال الثلاث عشرة سنة التالية، قامت بيرليس بكتابة وإنتاج ثلاثة أفلام وثائقية عن مواضيع ومقابلات شفوية أخرى لصالح سلسلة أساتذة أمريكا على قناة بي بي إس: ذكريات يوبي (عن يوبي بليك؛ 1980)، آرون كوبلاند: صورة ذاتية (1985)، وجون كيج: ليس لدي شيء لأقوله وأنا أقوله (1990).

## الجوائز
• جائزة تشارلز آيفز من المعهد الوطني للفنون والآداب، 1971
• جائزة هارفي كانتور من جمعية التاريخ الشفوي في نيو إنجلاند، 1984
• زمالة غوغنهايم
• جائزة إيرفينغ لوينز من جمعية الموسيقى الأمريكية، 1991
• رسالة تميز من مركز الموسيقى الأمريكية، 2004
• جائزة الإنجاز مدى الحياة من جمعية الموسيقى الأمريكية
• ميدالية سانفورد من كلية الموسيقى بجامعة ييل، 2010
• فنانة العام من ميوزيكال أمريكا، 2011